# قطعنامه ۱۲۶۱ شورای امنیت
قطعنامه  ۱۲۶۱ شورای امنیت سازمان ملل متحد که در تاریخ ۲۵ اوت ۱۹۹۹ تصویب شد، سندی بین‌المللی دربارهٔ کودکان و درگیری‌های مسلحانه است. این قطعنامه طی نشست ۴۰۳۷ام با ۱۵ رای موافق، ۰ مخالف و ۰ ممتنع تصویب شد.